# Paul Broten
Pour les articles homonymes, voir Broten.
Paul Broten (né le 27 octobre 1965 à Roseau situé dans l'État du Minnesota aux États-Unis) est un joueur professionnel américain de hockey sur glace. Il évoluait au poste d'ailier droit. Il est le frère cadet de deux autres joueurs professionnels de hockey : Neal et Aaron.

## Biographie
Repêché par les Rangers de New York au repêchage d'entrée de 1984 dans la Ligue nationale de hockey, il part jouer pour l'équipe de hockey des Golden Gophers de l'Université du Minnesota. Après quatre saisons, il joue sa première saison professionnelle en 1988-1989 avec les Rangers de Denver, club-école de New York dans la Ligue internationale de hockey puis joue une partie de la saison suivante avec les Rangers de New York. En 1991-1992, il joue sa première saison en tant que membre régulier avec les Rangers en jouant 74 des 80 matchs avec l'équipe. Il joue par la suite pour les Stars de Dallas où il a joué aux côtés de son frère Neal puis les Blues de Saint-Louis. Au total, il a joué 322 matchs dans la LNH pour trois équipes différentes. Il joue sa dernière saison en 1998-1999 pour les Berlin Capitals au championnat d'Allemagne.

## Statistiques
| Saison     | Équipe                      | Ligue      |     | Saison régulière | Saison régulière | Saison régulière | Saison régulière | Saison régulière |   | Séries éliminatoires | Séries éliminatoires | Séries éliminatoires | Séries éliminatoires | Séries éliminatoires |
| Saison     | Équipe                      | Ligue      | PJ  | B                | A                | Pts              | Pun              | PJ               | B | A                    | Pts                  | Pun                  |                      |                      |
| 1984-1985  | Golden Gophers du Minnesota | NCAA       | 44  | 8                | 8                | 16               | 24               | -                | - | -                    | -                    | -                    |                      |                      |
| 1985-1986  | Golden Gophers du Minnesota | NCAA       | 38  | 6                | 16               | 22               | 24               | -                | - | -                    | -                    | -                    |                      |                      |
| 1986-1987  | Golden Gophers du Minnesota | NCAA       | 48  | 17               | 22               | 39               | 52               | -                | - | -                    | -                    | -                    |                      |                      |
| 1987-1988  | Golden Gophers du Minnesota | NCAA       | 42  | 19               | 26               | 45               | 54               | -                | - | -                    | -                    | -                    |                      |                      |
| 1988-1989  | Rangers de Denver           | LIH        | 77  | 28               | 31               | 59               | 133              | 4                | 0 | 2                    | 2                    | 6                    |                      |                      |
| 1989-1990  | Rangers de New York         | LNH        | 32  | 5                | 3                | 8                | 26               | 6                | 1 | 1                    | 2                    | 2                    |                      |                      |
| 1989-1990  | Spirits de Flint            | LIH        | 28  | 17               | 9                | 26               | 55               | -                | - | -                    | -                    | -                    |                      |                      |
| 1990-1991  | Rangers de Binghamton       | LAH        | 8   | 2                | 2                | 4                | 4                | -                | - | -                    | -                    | -                    |                      |                      |
| 1990-1991  | Rangers de New York         | LNH        | 28  | 4                | 6                | 10               | 18               | 5                | 0 | 0                    | 0                    | 2                    |                      |                      |
| 1991-1992  | Rangers de New York         | LNH        | 74  | 13               | 15               | 28               | 102              | 13               | 1 | 2                    | 3                    | 10                   |                      |                      |
| 1992-1993  | Rangers de New York         | LNH        | 60  | 5                | 9                | 14               | 48               | -                | - | -                    | -                    | -                    |                      |                      |
| 1993-1994  | Stars de Dallas             | LNH        | 64  | 12               | 12               | 24               | 30               | 9                | 1 | 1                    | 2                    | 2                    |                      |                      |
| 1994-1995  | Stars de Dallas             | LNH        | 47  | 7                | 9                | 16               | 36               | 5                | 1 | 2                    | 3                    | 2                    |                      |                      |
| 1995-1996  | Blues de Saint-Louis        | LNH        | 17  | 0                | 1                | 1                | 4                | -                | - | -                    | -                    | -                    |                      |                      |
| 1995-1996  | IceCats de Worcester        | LAH        | 50  | 22               | 21               | 43               | 42               | 3                | 0 | 0                    | 0                    | 0                    |                      |                      |
| 1996-1997  | Komets de Fort Wayne        | LIH        | 59  | 19               | 28               | 47               | 82               | -                | - | -                    | -                    | -                    |                      |                      |
| 1997-1998  | Cyclones de Cincinnati      | LIH        | 81  | 9                | 12               | 21               | 80               | 9                | 3 | 1                    | 4                    | 8                    |                      |                      |
| 1998-1999  | Berlin Capitals             | DEL        | 50  | 8                | 15               | 23               | 100              | -                | - | -                    | -                    | -                    |                      |                      |
| Totaux LNH | Totaux LNH                  | Totaux LNH | 322 | 46               | 55               | 101              | 264              | 38               | 4 | 6                    | 10                   | 18                   |                      |                      |